# Municipio de Lansford
El municipio de Lansford (en inglés: Lansford Township) es un municipio ubicado en el condado de Bottineau en el estado estadounidense de Dakota del Norte. En el año 2010 tenía una población de 73 habitantes y una densidad poblacional de 0,79 personas por km².

## Geografía
El municipio de Lansford se encuentra ubicado en las coordenadas 48°34′56″N 101°22′32″O / 48.58222, -101.37556. Según la Oficina del Censo de los Estados Unidos, el municipio tiene una superficie total de 92.05 km², de la cual 91,97 km² corresponden a tierra firme y (0,08 %) 0,08 km² es agua.

## Demografía
Según el censo de 2010, había 73 personas residiendo en el municipio de Lansford. La densidad de población era de 0,79 hab./km². De los 73 habitantes, el municipio de Lansford estaba compuesto por el 97,26 % blancos, el 2,74 % eran afroamericanos. Del total de la población el 0 % eran hispanos o latinos de cualquier raza.